# Gulagu.net
Gulagu.net是由俄罗斯人权活动家弗拉基米爾·奧斯切金于2011年創辦的一個俄羅斯網站，其主要目的是打击俄罗斯監獄系统中的酷刑和腐败，保护俄罗斯监狱中囚犯的权利。